# Bateia
La bateia è il nome portoghese-spagnolo con cui si indica la scodella larga e poco profonda usata dai cercatori d'oro. In francese il termine è batèe, in italiano batea.  La forma è generalmente conica e ricorda il cappello cinese.  Da non confondere con il piatto a fondo piatto, chiamato padella o pan o gold-pan. In italia assumeva denominazioni diverse a seconda del fiume in cui veniva utilizzato: gavi nell'Orco (da gavare = scavare), cupun nell'Orba e nell'Elvo, basla e basleta nei fiumi lombardi. 
L'oro alluvionale (giacimenti secondari) si deposita normalmente frammisto con la sabbia nel letto di alcuni fiumi auriferi. Il cercatore raccoglie una piccola quantità di sabbia fluviale dragando il fondo con la "bateia", la solleva fuori dall'acqua e con un ritmico movimento rotatorio fa sì che la sabbia e l'acqua defluiscono all'esterno grazie ad accurati movimenti, mentre le pagliuzze (o talvolta e raramente pepite), più pesanti restano sul fondo visibili e catturabili.  Diversi tipi di piatti per la raccolta dell'oro, usati in passato nei fiumi italiani, sono conservati nel Museo Storico dell'Oro Italiano di Predosa provincia di Alessandria e presso il Museo dell'oro e della Bessa in provincia di Biella.